# 大塚裕史
大塚 裕史（おおつか ひろし、1950年11月29日 - ）は、日本の法学者・弁護士。神戸大学名誉教授、元明治大学教授。専門は刑法。神奈川県出身。

## 経歴
1969年、神奈川県立湘南高等学校卒業。1975年、早稲田大学法学部卒業。1979年、早稲田大学大学院法学研究科修士課程修了。1986年、早稲田大学大学院法学研究科博士後期課程単位取得退学。
1986年、仙台法経専門学校兼任講師。1991年、海上保安大学校法学講座助教授。1994年、同教授。1998年、岡山大学法学部教授。2003年、神戸大学大学院法学研究科教授。2006年同大学法科大学院長。2014年、成蹊大学法科大学院教授、神戸大学名誉教授。2015年、明治大学法科大学院教授。2021年、明治大学定年退職。
弁護士法人LEC所属、東京リーガルマインド司法試験担当専任講師。

## 人物
著書の『刑法総論の思考方法』『刑法各論の思考方法』『基本刑法Ⅰ総論』『基本刑法Ⅱ各論』は司法試験受験生の基本書として愛読される。また『受験新報』や『法学セミナー』に連載された事例演習や論点解説などでも評判が高かった。

## 主要著書
- 『刑法総論の思考方法[第4版]』（早稲田経営出版、2012年）
- 『刑法各論の思考方法[第3版]』（早稲田経営出版、2010年）
- 『ロースクール演習刑法[第2版]』（法学書院、2013年）
- 『基本刑法I総論』（共著、日本評論社、2012年）
- 『基本刑法II各論』（共著、日本評論社、2014年）
- 『応用刑法Ⅰ 総論』（日本評論社、2023年）
- 『応用刑法Ⅱ 各論』（日本評論社、2024年）